# Irisbus
Irisbus — міжнародний холдинг з виробництва автобусів.

## Історія
Компанія виникла завдяки злиттю автобусних відділень фірм Iveco (Sauver France, Unic, Lancia, Orlandi, Magirus-Deutz) і Renault V.I. (зокрема, Berliet, Saviem, Dodge Europe, Heuliez-Bus і Karosa), пізніше Irisbus намагався поглинути і Ikarus. У єдиній компанії всі її частини легко координуються, що дозволяє робити серйозний вплив на ринку автобусів. Irisbus є другим за величиною виробником автобусів в Європі (після Evobus, який включає в себе автобусну гілку Mercedes-Benz і Setra).
З 2002 100 % акцій компанії належать концерну Iveco. Основна виробнича група знаходиться у французькому Анноні і італійському Валле Уфита, але виробництво там було закінчено в 2011 р. Інші заводи, не настільки масштабні за обсягами виробництв, знаходяться в різних містах Франції, а також, наприклад, в чеському Високе-Мито на заводі Karosa, який з 3 січня 2007 називається Iveco Czech Republic.
26 травня 2013 офіційно оголошено про закриття Irisbus і створення нової дочірньої фірми Iveco — Iveco Bus.

## Продукція, автобуси
Продукцією є наступні моделі автобусів і тролейбусів:
- Irisbus Arway
- Irisbus Citelis 10.5M
- Irisbus Citelis 12M
- Irisbus Citelis 18M
- Irisbus Cityclass
- Irisbus Civis (тролейбус)
- Irisbus Cristalis (тролейбус)
- Irisbus Crossway (автобус)
- Irisbus Daily (мікроавтобус)
- Irisbus Domino
- Irisbus Europolis
- Irisbus Evadys
- Irisbus Magelys
- Irisbus Midys
- Irisbus Midway
- Irisbus Récréo (шкільний автобус)

Iveco Bus представив також міський автобус Urbanway.

## Галерея

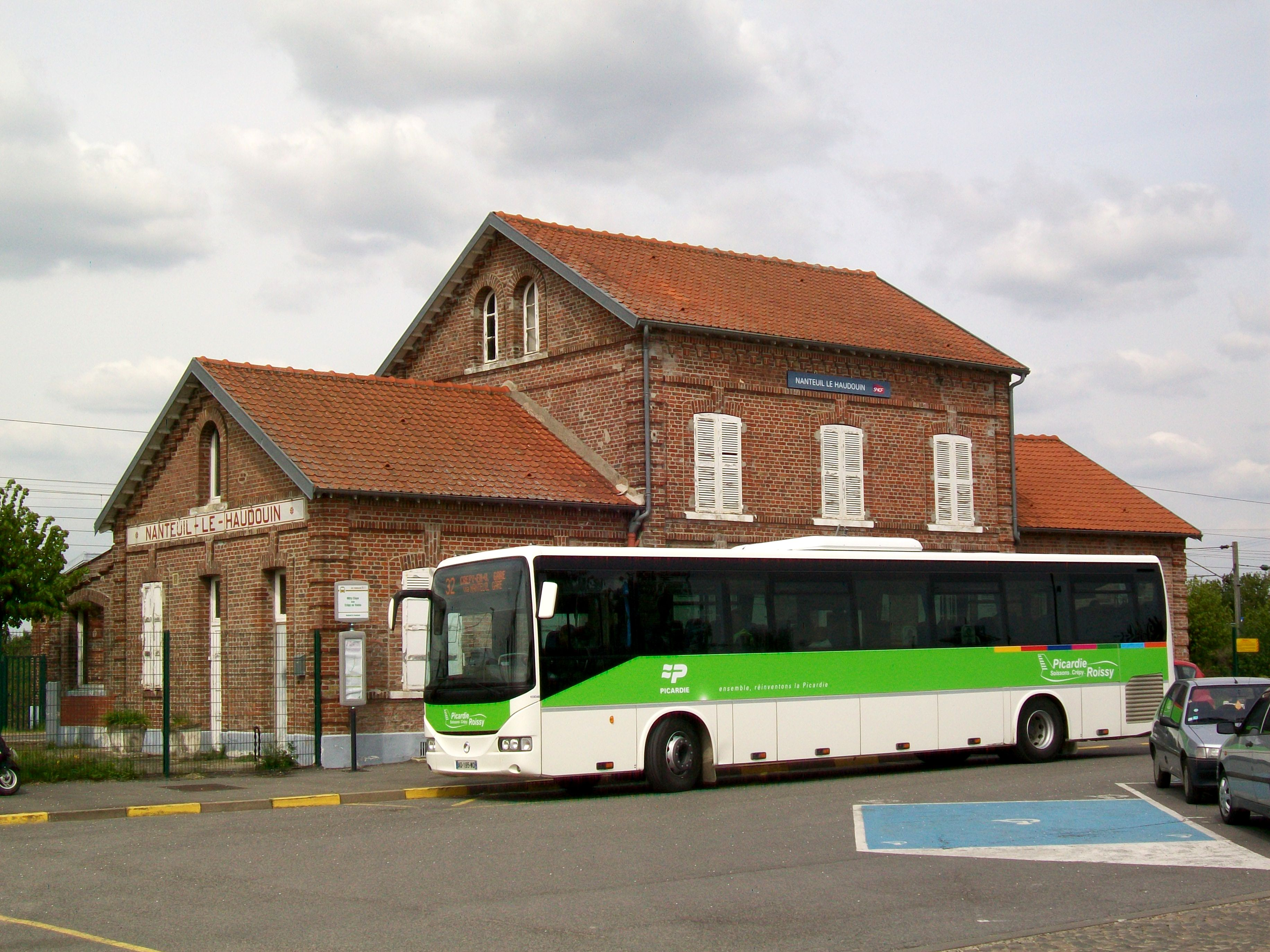
Irisbus Arway
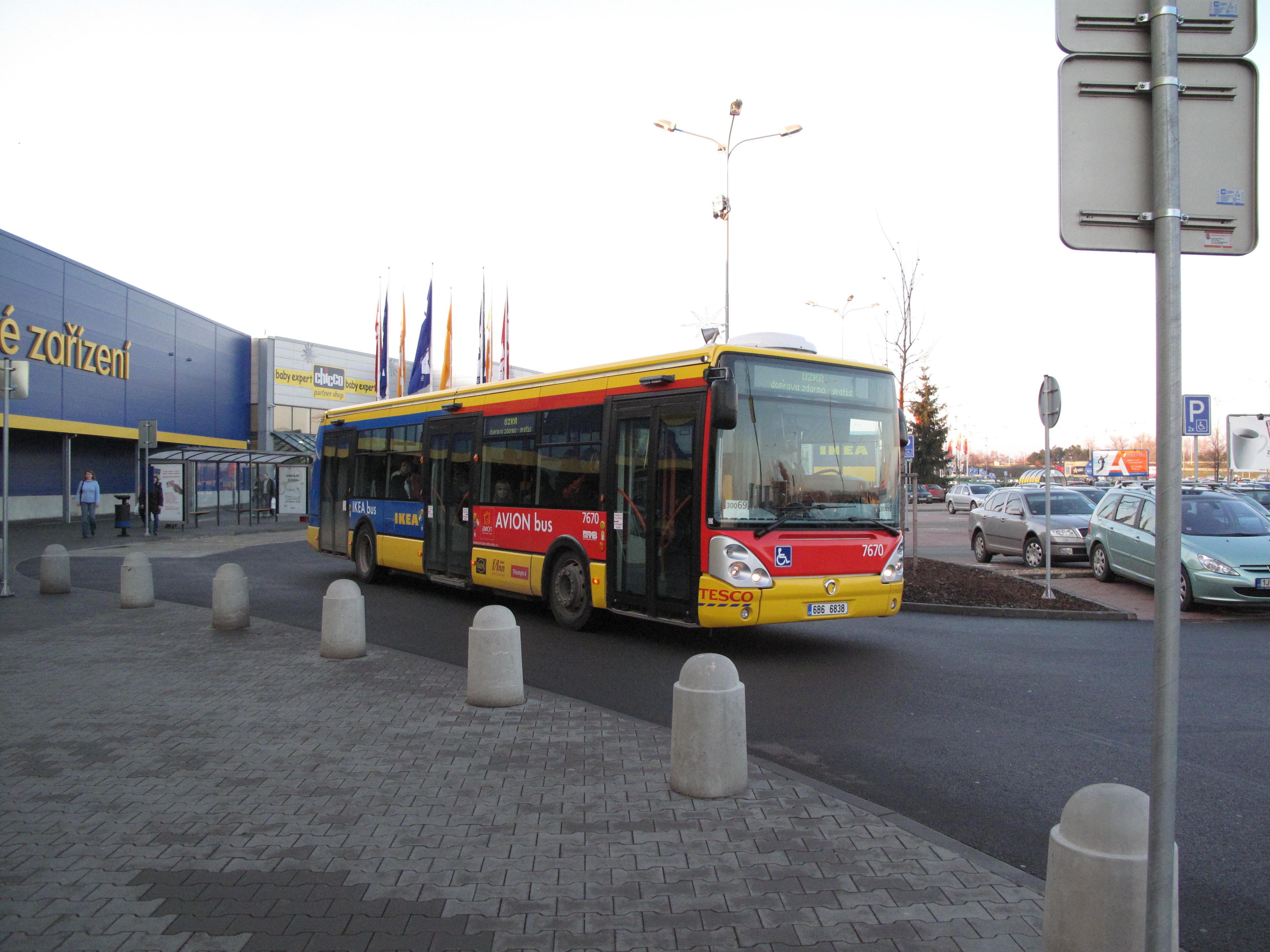
Irisbus Citelis
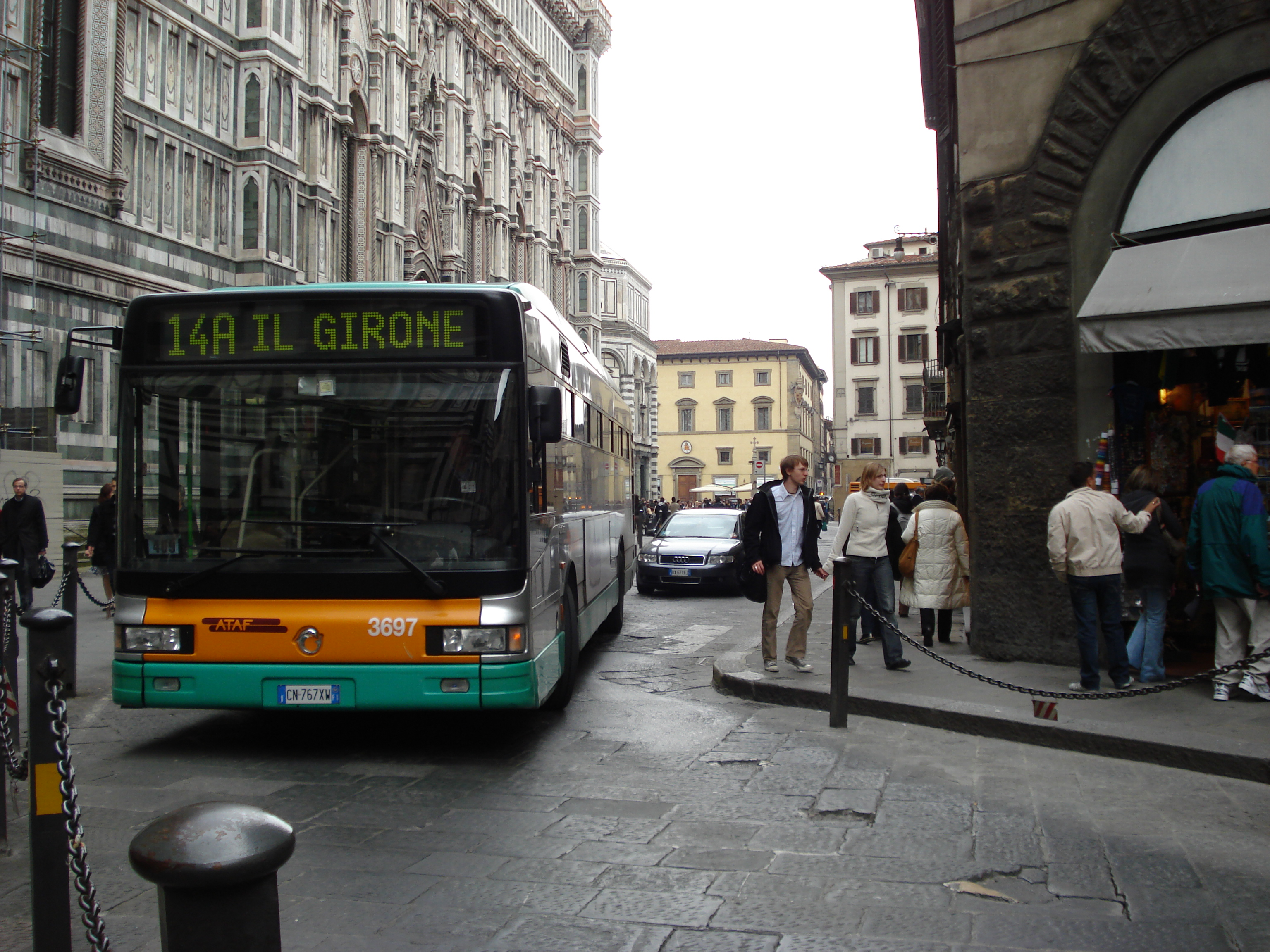
Irisbus Cityclass
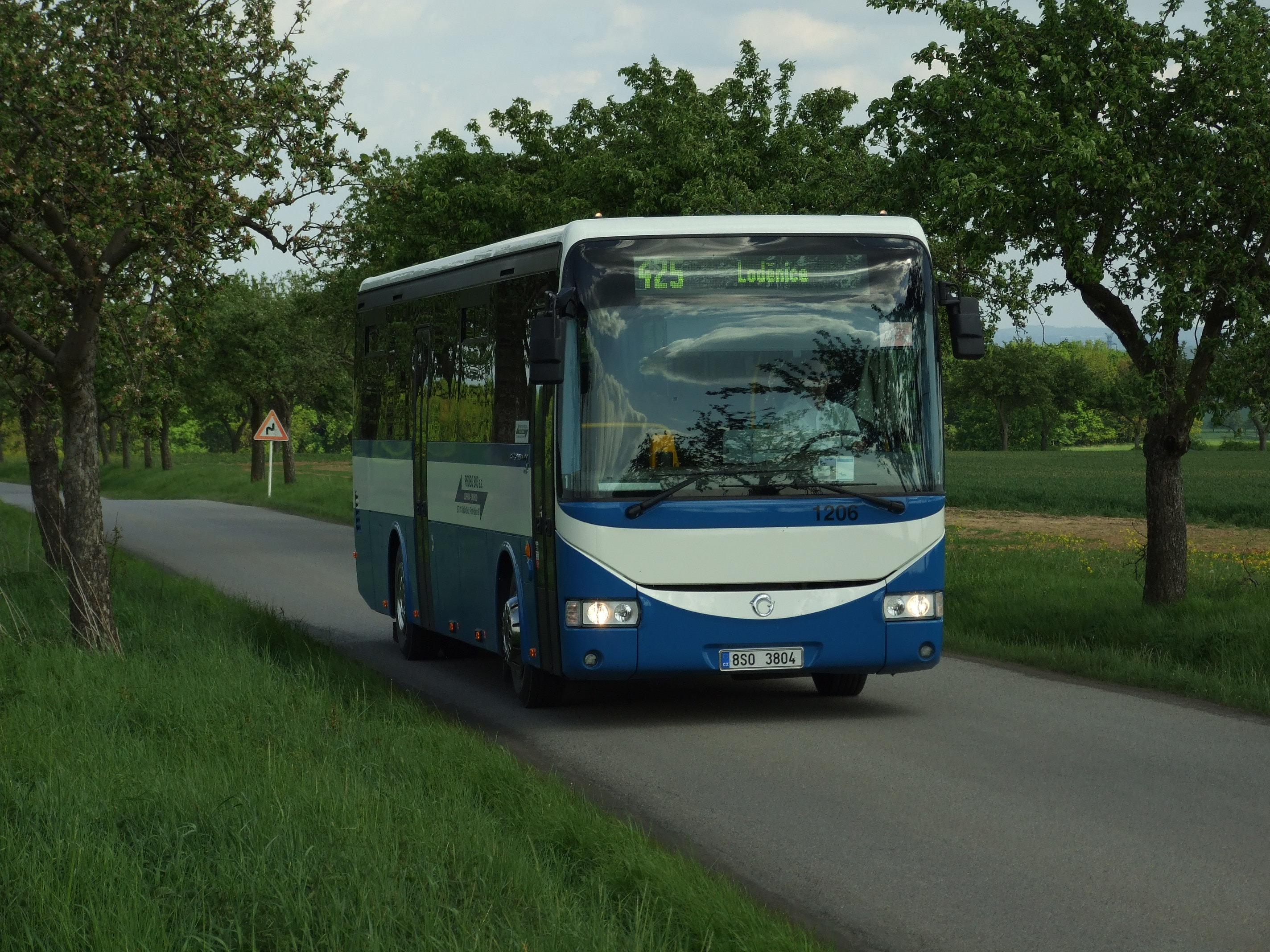
Irisbus Crossway
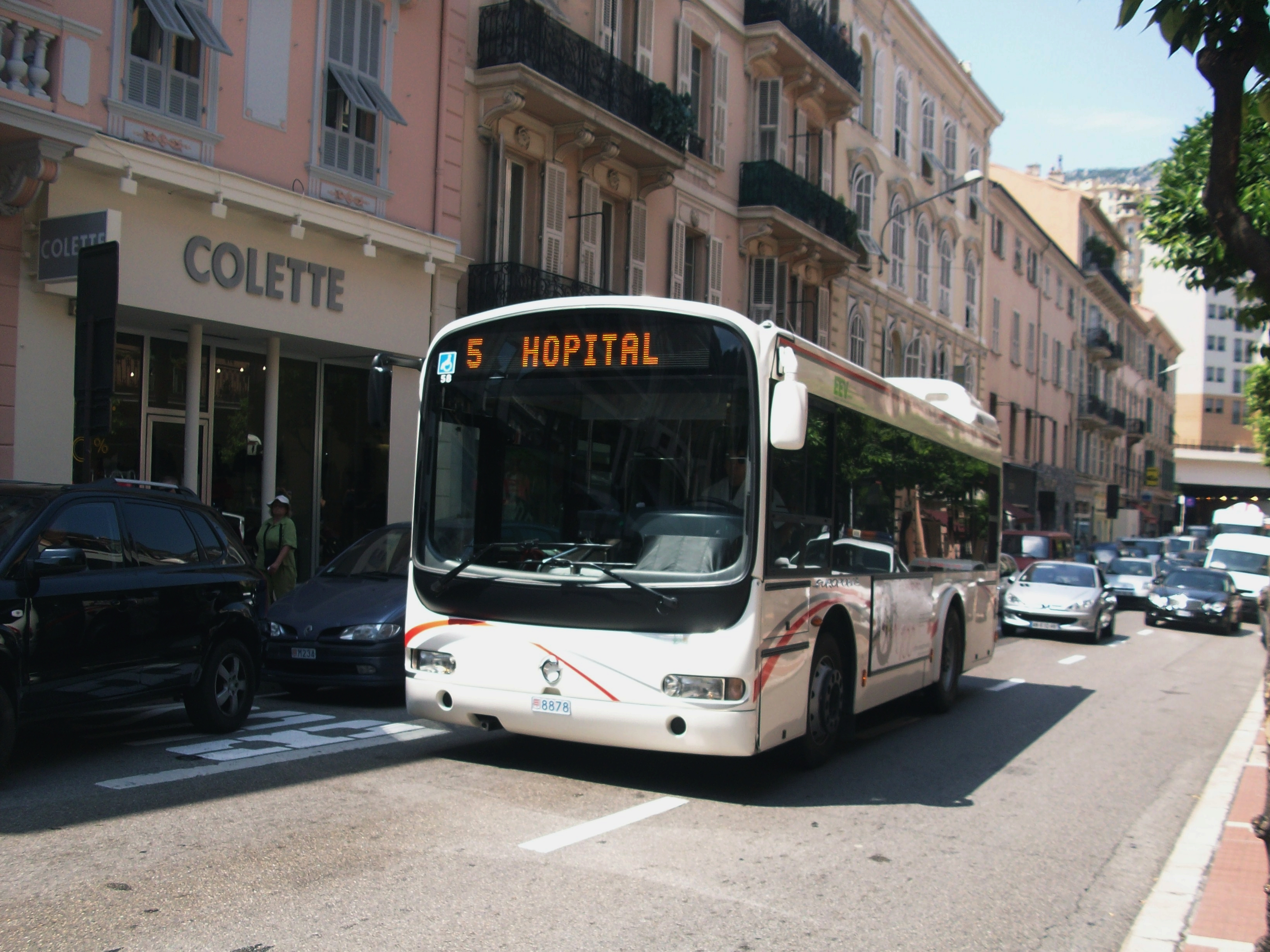
Irisbus Europolis
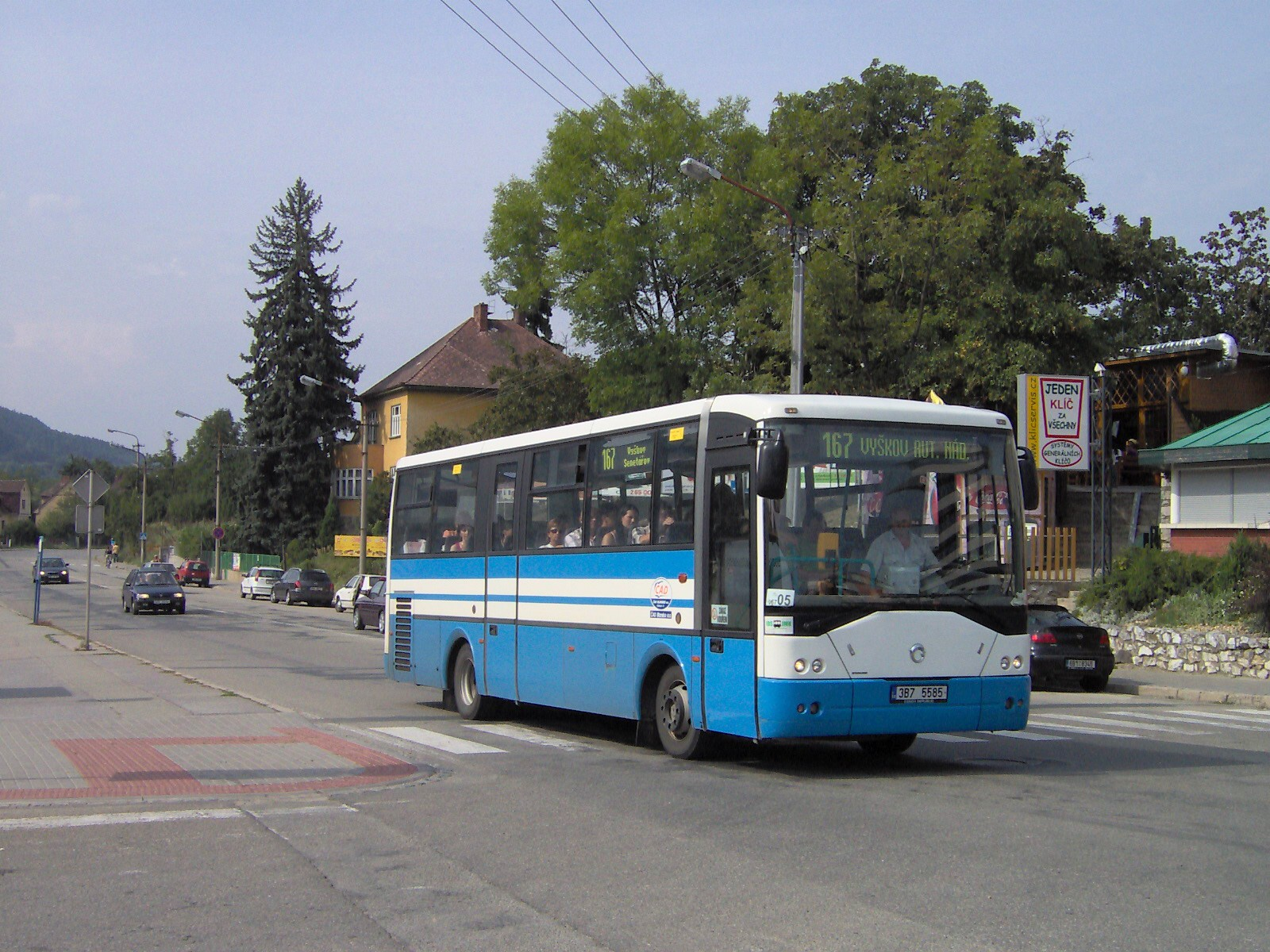
Irisbus Midway